# William Wilkins (politico)
William Wilkins (Carlisle, 20 dicembre 1779 – 23 giugno 1865) è stato un politico statunitense.

## Biografia
Fu il diciannovesimo segretario alla Guerra degli Stati Uniti durante la presidenza di John Tyler  (10º presidente). Nato nello stato della Pennsylvania, studiò al Dickinson College di Carlisle, Pennsylvania.